# 深海獣雷牙 対 溶岩獣王牙
『深海獣雷牙 対 溶岩獣王牙』（しんかいじゅうライガ たい ようがんじゅうオウガ）は、林家しん平が監督した2019年の怪獣映画。『深海獣レイゴー』と『深海獣雷牙』の続編。

## キャスト
- 鬼頭豪火：稲宮誠
- 林家あんこ
- 柳家わさび
- 西川瑞
- あご勇
- ダンカン

## スタッフ
- 監督・脚本・特撮・美術：林家しん平
- 撮影：岡野肇・大縄堅司・山崎信幸・荒井豊
- 照明：清水博子・綱川敦子・林家あんこ
- 特殊効果：白石和正
- 雷牙・怪魚造形：有限会社レプリカ・クリエイティブ竜
- 編集：荒井豊
- 雷牙と王牙デザイン：雨宮慶太
- 音楽：北園圭一郎・煉獄小僧
- CG：林一也
- 制作：林家しん平・怪獣魂・クロスロード